# Бьюкенен, Дженсен
Дженсен Бьюкенен (англ. Jensen Buchanan; род. 18 июля 1962, Монтгомери) — американская актриса мыльных опер. Она родилась в Монтгомери, штат Алабама, и окончила Бостонский университет по специальности оперного пения, прежде чем стать актрисой мыльных опер.
После переезда в Нью-Йорк в 1986 году, Бьюкенен дебютировала на Манхэттенской оперной сцене. Позже она заключила сделку с ABC по разработке телешоу под неё, однако это привело её к трехлетней роли в дневной мыльной опере «Одна жизнь, чтобы жить». В 1991 году она перешла на NBC в ролями Марли Хадсон и её злобного близнеца Вики в «Другой мир». Роль принесла ей две номинации на дневную премию «Эмми» за лучшую женскую роль в драматическом сериале и пять дополнительных номинаций на приз «Дайджеста мыльных опер». В начале 2000-х она переехала в Лос-Анджелес, где играла роль Мелиссы Бедфорд в «Главный госпиталь».
В 2003 году Бьюкенен вышла замуж за исполнительного директора Paradigm Talent Agency Сэма Гореса и прекратила карьеру. Они развелись в 2013 году. Бьюкенен после решила вернуться к карьере в мыльных операх, присоединившись в 2015 году к «Молодые и дерзкие» в роли светской львицы.

## Мыльные оперы
- Одна жизнь, чтобы жить (1987—1990)
- Другой мир (1991—1999)
- Как вращается мир (1999—2000)
- Порт Чарльз (2001—2002)
- Главный госпиталь (2001—2002)
- Молодые и дерзкие (2015 —)